# قاعدة تل نوف الجوية
قاعدة تل نوف الجوية قاعدة عسكرية إسرائيلية ومطار، تقع في رحوفوت. بنيت في 1939.